# Cyttidae

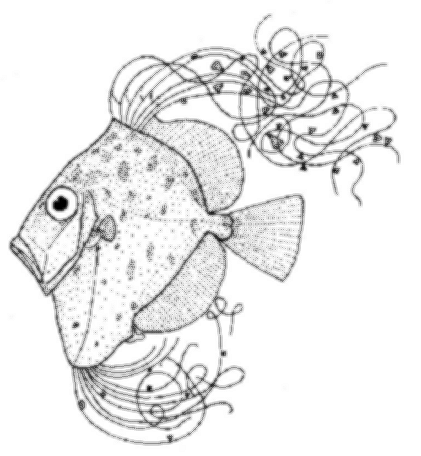
Fase giovanile di Cyttus traversi

I Cyttidae sono una famiglia di pesci ossei d'acqua salata appartenenti all'ordine Zeiformes. Comprende il solo genere Cyttus.

## Distribuzione e habitat
Sono presenti negli oceani dell'emisfero Australe.
Popolano i piani circalitorale e batiale.

## Descrizione
Sono abbastanza simili al comune pesce San Pietro. Il corpo appare molto alto e fortemente compresso ai lati. La testa è grossa e la fronte alta. Le pinne pettorali sono piccole e romboidali, così come le ventrali. La dorsale e l'anale sono lunghe e basse e seguono la linea del corpo fino al peduncolo caudale. La coda è a delta. Non sono presenti le scaglie spinose a scudetto lungo la base delle pinne e lungo il ventre che ha il pesce san Pietro.
La livrea di questi pesci è bianco argentea o bruna con pinne ocra.
Le dimensioni si attestano sui 40–55 cm.

## Biologia

### Alimentazione
I Cittidi si nutrono di altri pesci e di crostacei.

### Riproduzione
Le fasi giovanili hanno livrea macchiettata e raggi delle pinne filiformi.

## Pesca
Sono importanti per la pesca commerciale nell'emisfero sud dove sostituiscono gli Zeidae.

## Specie
La famiglia dei Cittidi raggruppa solo 3 specie:
- Genere Cyttus
  - Cyttus australis
  - Cyttus novaezealandiae
  - Cyttus traversi[2]